# Ancón (sitio arqueológico)
El complejo arqueológico de Ancón se halla situado al norte de la bahía de Ancón, en la costa central del Perú. Es uno de los más importantes centros de la arqueología peruana, donde destaca una vasta necrópolis de la época prehispánica, con innumerables contextos funerarios. Las investigaciones han determinado una ocupación permanente en Ancón a lo largo de todos los periodos de la historia andina. Los más antiguos testimonios de su pasado datan de unos 10 000 años (período precerámico).

## Ubicación
El balneario de Ancón se encuentra a 42 km al norte de Lima. Históricamente, es conocido por ser el lugar donde se firmó el Tratado de paz entre Perú y Chile de 1883. Fue después el balneario más exclusivo de Lima.
El sitio arqueológico se extiende al norte de la bahía de Ancón y al oeste de la Carretera Panamericana.

## Cronología
Ancón es uno de los pocos yacimientos arqueológicos del área andina que ostenta una continua ocupación cultural  a lo largo de todos sus periodos, desde el Periodo Lítico Andino (8.000 a. C.) hasta el llamado Horizonte Tardío, más conocido como época inca (1500 d. C.), sin dejar de lado su historia colonial y republicana. 

## Estudios

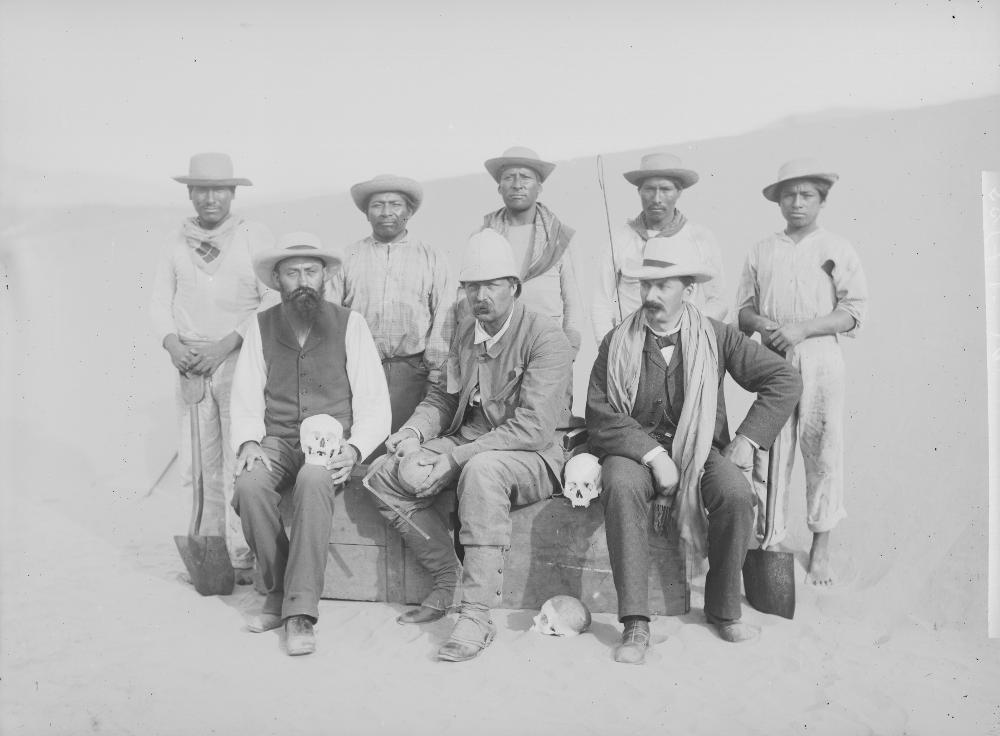
Hjalmar Stolpe, Ancón, 1884

Si bien fue durante la época republicana que se hizo conocido en los medios científicos el yacimiento prehispánico de Ancón, ya desde la época colonial venía siendo saqueado intensamente por los huaqueros.
En 1870, durante las obras de construcción del ferrocarril de Ancón a Pasamayo (proyectado hasta Huacho), se descubrieron las primeras tumbas de una gran necrópolis prehispánica. 
En 1875, arribaron a la zona los estudiosos alemanes Wilhelm Reiss y Alphons Stübel, quienes realizaron diversas excavaciones, tanto en el área de la necrópolis como fuera de ella. Sus investigaciones lo plasmaron en una célebre obra en tres tomos, con litografías y dibujos de excelente calidad artística, publicada en Berlín en 1880-1887. La labor conjunta de Reiss y Stübel es considerada por algunos como la precursora de la arqueología científica en el Perú, aunque todavía no aplicaran los métodos estratigráficos.
Posteriormente, trabajó en el sitio otro alemán, el arqueólogo Max Uhle (1904), el verdadero iniciador de la arqueología científica en el Perú, quien amplió los aportes de Reiss y Stübel, desenterrando más contextos funerarios y llegando a valiosas conclusiones sobre la necrópolis. Fue el primero en registrar el conchal de Las Colinas. Luego trabajaron en el lugar Paul Berthon (1907), nuevamente Uhle (1908) y  Aleš Hrdlička (1913).
En 1941, Gordon  R. Willey y Marshall T. Newman realizaron investigaciones adicionales, excavando 20 contextos funerarios en la misma zona trabajada por Reiss, Stübel y Uhle. Willey trabajó también en la zona de Las Colinas.
Ante la anunciada urbanización de la zona de Miramar, se realizaron una serie de investigaciones de rescate entre 1945 y 1950, a cargo del célebre Julio C. Tello. En el marco de este proyecto se excavó un área de 2000 por 200 m, que puso al descubierto 1.570 contextos funerarios con 14.055 objetos. Tello excavó también 264 contextos en Las Colinas que fueron analizados y descritos por su discípula Rebeca Carrión Cachot (1951). Sintetizando los conocimientos logrados hasta entonces, Carrión anotó lo siguiente:

En Ancón existen restos de tres épocas bien definidas: una muy antigua, representada por elementos de las culturas Chavín y sub Chavín hallados en las colinas del cerro San Pedro, al S de la bahía; otra intermedia, representada por elementos de la cultura Huaura, que adquiere modalidad local en Ancón: y otra reciente, representada por elementos de las culturas Chancay e Inka.

Entre 1955 y 1966 se realizó otra campaña de excavaciones en la zona de Miramar, dirigida por Vicente Segura, que permitió recuperar más contextos funerarios. Rogger Ravines publicó parcialmente los resultados de estas investigaciones en 1979 y en 1983.
En 1959, Jorge C. Muelle, basándose en las excavaciones efectuadas en el sector de Las Colinas, localizó un estrato precerámico debajo de las capas chavinoides y remontó la prehistoria de Ancón a varios miles de años. 
El arqueólogo Federico Kauffmann Doig, trabajó también en la zona de Miramar, en el marco del proyecto “Tumbas de Ancón” (1992). Otro de los más destacados investigadores es Peter Kaulicke, quien publicó en 1997 Contextos funerarios de Ancón: Esbozo de una síntesis analítica.
La Necrópolis de Miramar continúa siendo una de las principales áreas todavía no estudiadas en toda su amplitud.

## Descripción
Durante mucho tiempo se consideró al sitio como de carácter funerario, debido a los innumerables contextos funerarios descubiertos a partir del último tercio del siglo XIX. Sin embargo, se trata en realidad de un vasto yacimiento de ocupación prolongada, como lo prueban los hallazgos en la zona de Las Colinas, fechados en la época precerámica. 
En la zona llamada Necrópolis se ha registrado una serie de viviendas que pertenecerían probablemente al Horizonte Medio, además de otras más tardías que abarcarían desde el Intermedio Tardío hasta el Horizonte Tardío, es decir, en plena época inca, entre los siglos XV y XVI.
Desde el punto de vista arqueológico se pueden distinguir estas zonas: 
- Ancón I (Las Colinas o El Tanque), zona de conchales o basurales.
- Tres murallas al oeste que Uhle denominó “Fortaleza”.
- Ancón II o Necrópolis, también conocida como Miramar.
- Base Aérea
- Un basural al pie del Cerro Pasamayo (Polvorín)
- Una serie de campamentos líticos en las pampas de Ancón y de Piedras Gordas.

## Ancón Precerámico
Los indicios arqueológicos nos informan de la presencia del hombre en Ancón desde el periodo lítico, es decir, hace unos 10.000 años atrás. Las pruebas de la presencia humana en tan remotos tiempos es la serie de campamentos líticos descubiertos en las pampas de Ancón y de Piedras Gordas. Se han hallado puntas líticas del tipo paijanense, una característica punta bifacial con pedúnculo, presente  a lo largo de la costa peruana. 
En el periodo arcaico vivieron en la bahía de Ancón pueblos sedentarios de pescadores y recolectores de mariscos y moluscos, como lo prueban la presencia de conchales, es decir, amontonamiento de conchas marinas y diversos residuos de alimentos, específicamente en la zona de Las Colinas. El suelo árido explica la especialización de estos pueblos en el aprovechamiento de los recursos marinos, aunque debieron también obtener recursos complementarios por medio del intercambio o comercio con grupos dedicados a la actividad agrícola.

## Museo de Sitio
Inaugurado en 1993, el Museo de Sitio de Ancón alberga más de 2,500 piezas excavadas en el área arqueológica, entre objetos de cerámica, textiles y fardos funerarios. Es uno de los primeros museos del Perú en contar con un inventario completo y con un catálogo digital de sus piezas.